# MATE
MATE – środowisko graficzne, które jest forkiem GNOME 2.32. Projekt został stworzony przez społeczność systemu Arch Linux, gdy wydanie GNOME 3 doprowadziło do jego krytyki ze strony społeczności GNU/Linuksa. MATE w przeciwieństwie do GNOME 3 działa w trybie 2D oraz posiada mniejsze wymagania sprzętowe. MATE jest obecnie dostępny dla wielu systemów GNU/Linux oraz BSD. MATE posiada kilka stylów powiadomień do wyboru. Ponadto w środowisku znajdziemy takie aplikacje jak: Pluma – prosty edytor tekstowy, Eye of MATE – przeglądarka plików graficznych, która wykorzystuje biblioteki gdk-pixbuf. Zaletą tej aplikacji jest obsługa dużych obrazów, w tym powiększanie i przewijanie przy stałym użyciu pamięci, Atril – przeglądarka dokumentów etc.

## Aplikacje w MATE
Poniższe aplikacje są sforkowanymi wersjami ich odpowiedników ze środowiska graficznego GNOME. W nawiasach podano odpowiadające im aplikacje.
- Caja – menadżer plików (Nautilus)
- Pluma – edytor tekstu (gedit)
- Eye of MATE – przeglądarka zdjęć (Eye of GNOME)
- Atril – przeglądarka dokumentów (Evince)
- Engrampa – narzędzie kompresji (File-roller)
- MATE Terminal – emulator terminala (Gnome Terminal)
- Marco – menedżer okien (Metacity)

## Dystrybucja
MATE jest dostępne w repozytoriach poniżej wymienionych systemów operacyjnych.
- Arch Linux
- Alpine Linux
- Debian GNU/Linux
- Fedora
- Gentoo
- Linux Mint
- Mageia
- Manjaro
- openSUSE
- PCLinuxOS
- PLD Linux
- Point Linux
- ROSA
- Sabayon
- Salix
- Ubuntu
- Ubuntu MATE
- VectorLinux
- Void Linux
- Slackware
- GhostBSD
- FreeBSD
- TrueOS
- Kali Linux (po dodaniu odpowiednich repozytoriów do pliku /etc/apt/sources.list)